# Melissa Ortiz
Melissa Marie Ortiz Matallana (* 24. Januar 1990 in West Palm Beach, Florida) ist eine kolumbianisch-US-amerikanische Fußballspielerin.

## Karriere

### Verein
Ortiz spielte in der Saison 2013 beim isländischen Zweitligisten KR Reykjavík und trug mit vier Toren in elf Saisoneinsätzen zum Erreichen der Aufstiegsplayoffs bei, die jedoch verloren wurden. Zur Saison 2014 unterschrieb sie als sogenannter Discovery Player einen Vertrag beim NWSL-Teilnehmer Boston Breakers, wurde jedoch noch vor Saisonbeginn wieder freigestellt.

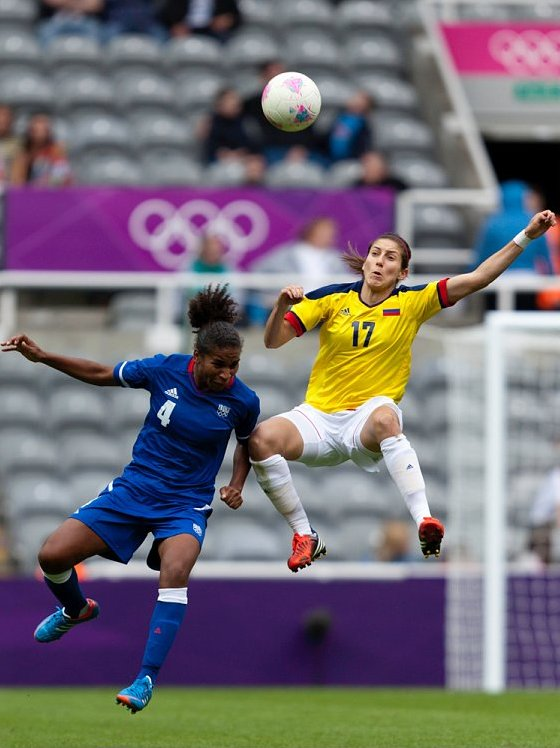
Ortiz (gelbes Trikot) im Kopfballduell mit Laura Georges
bei den Olympischen Sommerspielen 2012

### Nationalmannschaft
Ortiz nahm mit der kolumbianischen U-20-Nationalmannschaft an der U-20-Weltmeisterschaft 2010 in Deutschland teil, wo sie in allen fünf Spielen Kolumbiens zum Einsatz kam und im Gruppenspiel gegen Deutschland ein Tor erzielte. Im Jahr 2012 war sie Teil des kolumbianischen Aufgebots bei den Olympischen Sommerspielen.